# M. Kappus

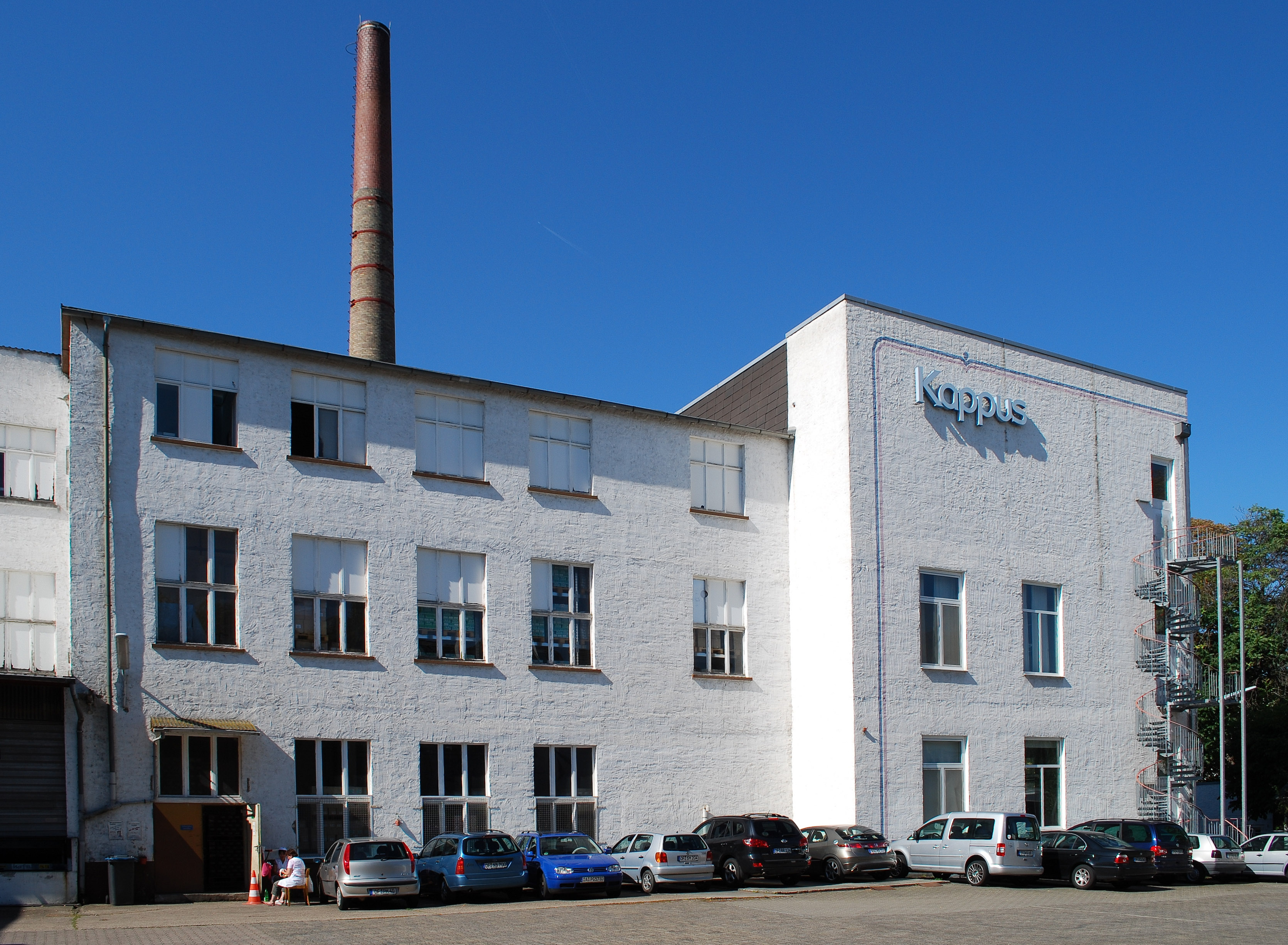
Ehemaliges Fabrikationsgebäude der Firma Kappus

Die Kappus GmbH mit Sitz in Heitersheim ist ein deutscher Seifenhersteller. Die M. Kappus GmbH & Co. KG Feinseifen und Parfümeriefabrik in Offenbach am Main war einst der größte Seifenhersteller in Westeuropa. Der Familienbetrieb wurde 1848 gegründet und liefert seine Produkte unter dem Markennamen Kappus weltweit aus. Im Mai 2020 wurde die M. Kappus GmbH & Co. KG zur Kappus GmbH umfirmiert.

## Unternehmensgeschichte
Im Jahr 1848 gründete der Parfümverfertiger Johann Martin Kappus in Offenbach am Main das Unternehmen „M. Kappus Feinseifen und Parfümeriefabrik“. Als der Firmengründer 1905 verstarb, wurde bereits mit 100 Mitarbeitern produziert und die Produkte in alle Welt exportiert. Bekanntes Seifenprodukt war damals die „Kappus-Konkurrenzseife“.

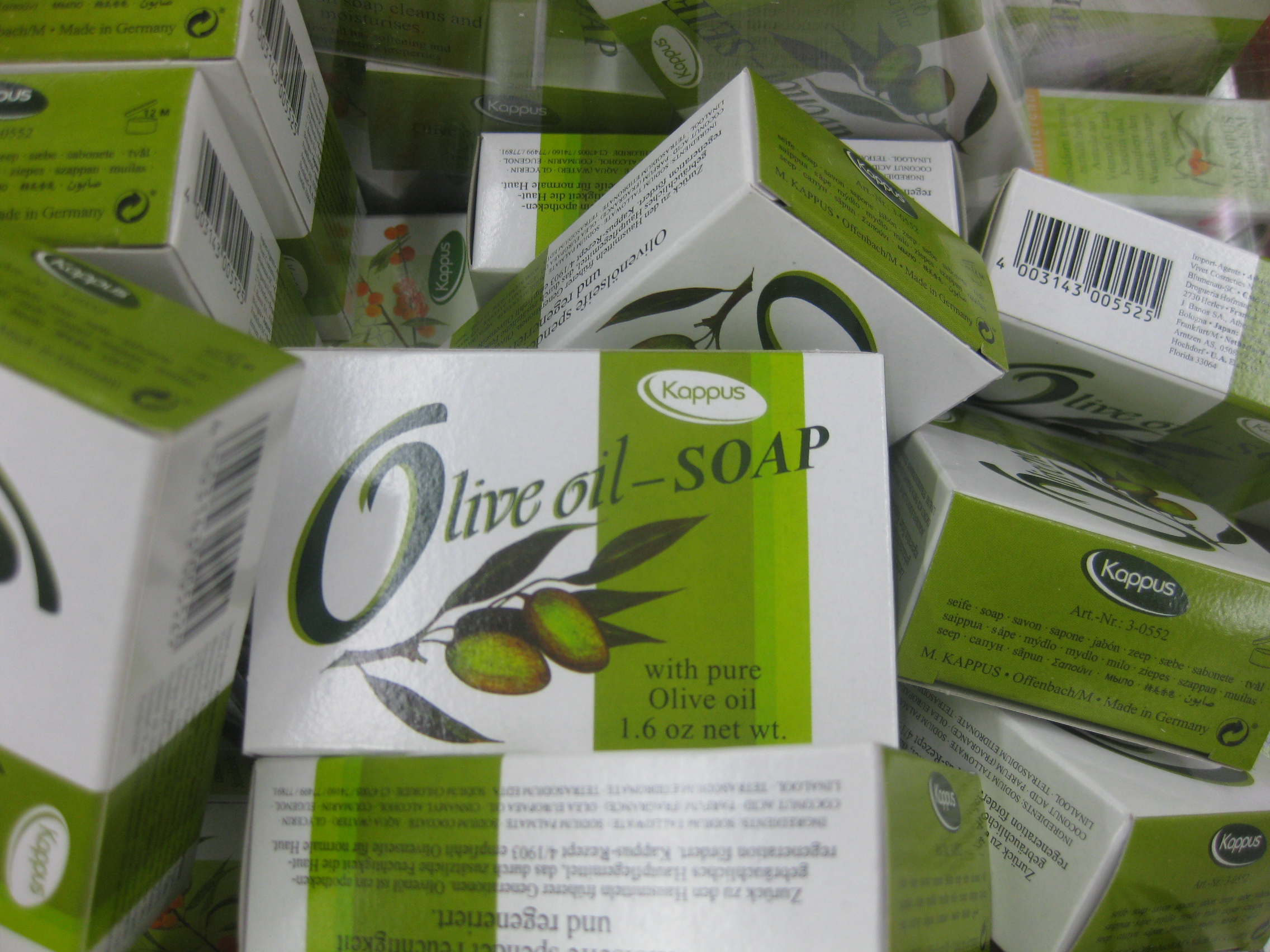
Kappus-Olivenseife

Im 20. Jahrhundert wurden die Produktionstechniken ständig verbessert, neue Seifensiedeabläufe und moderne Fließbandtechnik eingeführt. Mit verbesserten Produkten sicherte Kappus sich eine führende Position in der Branche und konnte so Inflation, Wirtschaftskrisen und die beiden Weltkriege überstehen. Im Zweiten Weltkrieg wurde die Produktion durch alliierte Fliegerangriffe weitgehend zerstört und nach Kriegsende noch vorhandene Produktionsanlagen zu Reparationszwecken demontiert.
In den Nachkriegsjahren wurde zunächst mit der Produktion branchenfremder Produkte wie Backpulver und Scheuermittel begonnen. Später konzentrierte man sich erneut auf die Seifenproduktion und begann wieder internationale Märkte zu beliefern. Kappus Seife wurde vom einfachen Körperpflegemittel zum Geschenk- und Luxusartikel. Besonders bekannt wurde eine hautschonende Transparentseife. Auf diese Weise sicherte sich die Firma bis heute einen weltweit führenden Platz in der Branche.
Von Mitte 2017 bis zur Schließung 2019 war der Offenbacher Firmensitz im Stadtteil Bieber-Waldhof gelegen. Das ehemalige Kappus-Fabrikgelände in der Offenbacher Innenstadt war bis dahin Teil des Projektes Route der Industriekultur Rhein-Main.
Im September 2018 stellte das Unternehmen einen Insolvenzantrag. Im März 2019 entschieden die Gläubiger, den Standort Offenbach stillzulegen. Die drei weiteren Standorte der Kappus-Gruppe in Krefeld, Riesa und Heitersheim wurden zunächst von Insolvenzverwalter Franz-Ludwig Danko fortgeführt. Für den Standort Krefeld (ehemals Dreiring-Werk) fand sich kein Käufer, so dass dort der Betrieb Ende September 2020 eingestellt wurde. Die Werke in Riesa und Heitersheim werden übernommen von der Ad Astra Beteiligungs GmbH in München und der Betrieb fortgeführt.
Gründe für die Insolvenz waren die zu geringen Gewinnmargen bei den Produkten der Firma und der Trend zu Flüssigseife, dem sich Kappus erst spät anschloss. Auch der Umzug im Jahr 2017 nach Offenbach-Bieber wurde wesentlich teurer als ursprünglich erwartet, da man dort bestehende Gebäude übernahm und aufwendig umbauen musste. Nach 18-monatiger Insolvenz wurde die Kappus Gruppe am 1. Mai 2020 von dem Investor Ad Astra mit Sitz in München übernommen.
Am 30. September 2022 reichte das Unternehmen erneut einen Insolvenzantrag beim Amtsgericht Freiburg ein.
Das Werk in Riesa mit 70 Mitarbeitern wurde Ende 2023 geschlossen.

## Kappus-Gruppe
Nach der deutschen Wiedervereinigung 1990 übernahm Kappus das größte Seifenwerk der ehemaligen DDR in Riesa in Sachsen, heute als Kappus Seifen Riesa GmbH bekannt. Die Seifenfabrik im Stadtteil Gröba war 1910 als erste große Produktionsstätte der Großeinkaufs-Gesellschaft Deutscher Consumvereine (GEG) gebaut worden. Sie war das Sinnbild für Eigenproduktion der Konsumgenossenschaften und als Abwehrmaßnahme gegen Monopolansprüche der Markenindustrie vorgesehen. Sie versorgte die sozialistischen Konsumgenossenschaften, die Roten Konsumgenossenschaften der Hamburger Richtung im Deutschen Reich mit Waschmitteln und Seife unter dem Markenzeichen GEG.
Innerhalb der Gruppe wurde in Riesa vor allem Flüssigseife, Körperlotionen, Gels und Duschbäder hergestellt. 1998 wurde eine spezielle Schwimmseife patentiert. Im Jahr 2005 übernahm Kappus die Firma Dreiring-Werk in Krefeld. Kappus wurde damit zum größten Seifenhersteller in Westeuropa. Produziert wurden mit ca. 350 Mitarbeitern an den drei Produktionsstandorten Offenbach, Riesa und Krefeld etwa 35 Tausend Tonnen Seife im Jahr, was 350 Millionen Stück Seife entspricht.
Heute produziert Kappus an drei deutschen Standorten: Riesa, Heitersheim und Kehl. In Kehl wurde Anfang 2021 die dort schon seit mehr als 40 Jahren produzierende ADA Cosmetics International GmbH übernommen, ein mittelständischer Anbieter von festen und flüssigen Kosmetikprodukten.  Der Sitz der Firma wurde nach Übernahme durch Ad Astra im Mai 2020 nach Heitersheim verlegt. Mit 160 Mitarbeitern produziert das Unternehmen neben den hauseigenen Marken vor allem Produkte für zahlreiche Handelsketten und weltweit tätige Markenartikler Das Produktprogramm umfasst verschiedene Seifenvarianten, Syndets und Combars, Grundseife für andere Seifenhersteller sowie die Forschung und Entwicklung neuer Seifenkonzepte und Rezepturen.